# Guna (etnikum)

Vlajka

Mapa

Guna nebo také Kuna je indiánská národnost, jejíž příslušníci v počtu asi 50 000 osob obývají souostroví San Blas v Karibském moři a přilehlé pobřeží Panamy a Kolumbie. Oblast na severovýchodě Panamy, kde tvoří indiáni Guna většinu, je autonomní správní jednotkou pod názvem Guna Yala. Gunové se sami nazývají Dule nebo Tule, což znamená lidé. Hovoří jazykem guna, který patří mezi čibčské jazyky.
Příslušníci národa Guna žijí ve vesnicích, kterým vládne saila, spojující světskou i náboženskou autoritu. Pro majetkové vztahy je typická matrilinearita. Mezi ostrovy se pohybují na ručně dlabaných kánoích. Živí se rybolovem a kopaničářským pěstováním kokosových ořechů, plantainů a kakaovníku. Tradičním rukodělným výrobkem jsou pestrobarevné látky molas s geometrickými vzory, které slouží jako ženský kroj i suvenýry pro turisty.
V letech 1921-1925 proběhl velké povstání Gunů proti nelegálnímu obsazování jejich půdy bílými osadníky, 21. února 1925 byla dokonce vyhlášena nezávislost země Guna na Panamě. Povstání bylo potlačeno a následovala tvrdá akulturace, domorodci si však díky odlehlosti svého kraje udrželi řadu původních tradic. Přežívá i původní náboženství, i když řada příslušníků etnika přijala baptismus nebo mormonismus.
Mezi etnikem Guna je mimořádně rozšířen albinismus, podle statistik připadá jeden albín na 145 narozených dětí. Albíni tvoří uzavřenou kastu, která hraje v tradičních náboženských představách důležitou roli spojenou s kultem Měsíce.